# Freden i Schönbrunn
Freden i Schönbrunn slöts 14 oktober 1809 sedan Österrike samma år för fjärde gången anfallit Frankrike. Napoleon I lyckades genom snabba förflyttningar och en reorganisering av sin armé slå tillbaka den österrikiska armén vid Eckmühl och senare besegra den fullständigt vid Wagram. 
Fredsavtalet skrevs under i slottet Schönbrunn utanför Wien och blev mycket kostsam för Österrike, som fick avträda landområden med en sammanlagd befolkning på över tre miljoner människor och de sista kustområdena förlorades. Landet fick dessutom betala tre miljoner francs i skadestånd till Frankrike; man måste gå med i kontinentalblockaden och erkänna Joseph Bonaparte som kung av Spanien. Dessutom begränsades den framtida österrikiska armén till 150 000 man.